# Antropogeen
Antropogeen is een neologisme dat verwijst naar alles wat van menselijke oorsprong is, of door de mens wordt teweeggebracht. In zekere zin kan het als synoniem voor 'kunstmatig' worden beschouwd. Het begrip is afgeleid van de Oudgriekse woorden anthrōpos (mens) en gennān (verwekken, doen ontstaan). Antropogeen materiaal is materiaal dat niet van nature voorkomt, maar door de mens op synthetische wijze is vervaardigd, zoals plastics, beton, fijnchemicaliën en sommige geneesmiddelen. Kunstmatige eilanden, plantages, landbouwgebieden en steden zijn voorbeelden van antropogene landschappen. Antropogene processen zijn bijvoorbeeld het kunstmatig opwekken van regenval, en het introduceren van dier- en plantensoorten (exoten) in gebieden waar zij niet endemisch zijn.
Antropogene afzettingen zijn in de geologie bodemlagen, die gevormd zijn door actief menselijk ingrijpen. Het gaat hierbij om van elders afkomstig, natuurlijk sediment, bijvoorbeeld zand voor zandsuppletie of voor grondverbetering, of om bewerkte materialen zoals beton of steengruis die bestaan uit bewerkte, natuurlijke grondstoffen. Het antropoceen is het tot de dag van vandaag durende tijdperk in de geologie, waarin menselijk ingrijpen een belangrijke factor vormt in biologische, atmosferische en geologische processen.